# Lucia Bosetti
Pour les articles homonymes, voir Bosetti.
Lucia Bosetti (née le 9 juillet 1989 à Tradate, dans la province de Varèse, en Lombardie) est une joueuse italienne de volley-ball. Elle mesure 1,76 m et joue au poste de réceptionneuse-attaquante. Elle totalise 148 sélections en équipe d'Italie. Sa sœur Caterina Bosetti est également joueuse de volley-ball.

## Clubs
| Club                  | Pays    | De        | À         |
| --------------------- | ------- | --------- | --------- |
| Amatori Orago         | Italie  | 2002-2003 | 2006-2007 |
| Sassuolo Volley       | Italie  | 2007-2008 | 2008-2009 |
| Volley Bergamo        | Italie  | 2009-2010 | 2010-2011 |
| Villa Cortese         | Italie  | 2011-2012 | 2011-2012 |
| River Volley Piacenza | Italie  | 2012-2013 | 2013-2014 |
| Fenerbahçe İstanbul   | Turquie | 2014-2015 | …         |

## Palmarès

### Équipe nationale
- Championnat d'Europe des moins de 20 ans
  - Vainqueur : 2006.
- Championnat d'Europe (1)
  - Vainqueur : 2009.
- World Grand Champions Cup (1)
  - Vainqueur : 2009.
- Coupe du monde
  - Vainqueur : 2011.

### Clubs
- Ligue des champions (1)
  - Vainqueur : 2010.
- Championnat d'Italie
  - Vainqueur : 2011, 2013.
- Coupe d'Italie
  - Vainqueur : 2013, 2014.
- Challenge Cup
  - Finaliste : 2013.
- Supercoupe d'Italie
  - Vainqueur : 2013.

### Récompenses individuelles
- Championnat d'Europe féminin de volley-ball des moins de 18 ans 2005: Meilleure réceptionneuse.
- Championnat d'Europe féminin de volley-ball des moins de 20 ans 2006: Meilleure serveuse.